# Dschinghis Khan (chanson)
Chansons représentant l'Allemagne au Concours Eurovision de la chanson
Feuer
(1978) Theater
(1980)
Singles de Dschinghis Khan
Moskau
(1979)
Dschinghis Khan (prononcé en allemand : [ˌdʒɪŋɡɪs ˈkaːn]; « Genghis Khan ») est une chanson du groupe allemand Dschinghis Khan. Elle est sortie en 45 tours en 1979, extraite du premier album éponyme. Elle est écrite par Ralph Siegel et Bernd Meinunger. C'est la chanson représentant l'Allemagne de l'Ouest au Concours Eurovision de la chanson 1979.
La chanson a également été enregistrée par le groupe en anglais sous le titre Genghis Khan. Des reprises d'un certain nombre d'autres artistes ont par la suite été enregistrées.

## Eurovision
Le groupe ainsi que sa chanson sont sélectionnés lors d'une émission de finale nationale, pour représenter l'Allemagne au Concours Eurovision de la chanson 1979 le 31 mars à Jérusalem.
La chanson est intégralement interprétée en allemand, langue nationale, comme l'impose la règle entre 1976 et 1999. L'orchestre est dirigé par Norbert Daum.
Dschinghis Khan est la neuvième chanson interprétée lors de la soirée du concours, suivant Trödler und Co de Peter, Sue & Marc et Pfuri, Gorps & Kniri pour la Suisse et précédant Hallelujah de Gali Atari et Milk and Honey pour Israël, qui devient finalement la chanson gagnante.
À l'issue du vote, Dschinghis Khan obtient 86 points, et se classe ainsi 4e sur 19 chansons,.

## Liste des titres
| A. | Dschinghis Khan | Ralph Siegel, Bernd Meinunger | 2:59 |
| B. | Sahara          | Ralph Siegel, Kurt Hertha     | 3:00 |

## Accueil commercial
Elle a notamment atteint la première place du hit-parade allemand, en y restant pendant quatre semaines consécutives, ainsi que le top 5 en Norvège et en Suisse.
La chanson a eu un succès durable au Japon. En 2014, il a été certifié or pour 100 000 téléchargements numériques, après sa première sortie numérique en 2006.

## Classements

### Classements hebdomadaires
| Classement (1979)                      | Meilleure position |
| -------------------------------------- | ------------------ |
| Allemagne de l'Ouest (Media Control)   | 1                  |
| Autriche (Ö3 Austria Top 40)           | 8                  |
| Belgique (Flandre Ultratop 50 Singles) | 20                 |
| Norvège (VG-lista)                     | 3                  |
| Suisse (Schweizer Hitparade)           | 3                  |

| Classement (1979)                    | Meilleure position |
| ------------------------------------ | ------------------ |
| Allemagne de l'Ouest (Media Control) | 18                 |
| Nouvelle-Zélande (RMNZ)              | 33                 |
| Suède (Sverigetopplistan)            | 2                  |

### Classements de fin d'année
| Classement (1979)                    | Position |
| ------------------------------------ | -------- |
| Allemagne de l'Ouest (Media Control) | 6        |

## Version de Berryz Kobo
Singles de Berryz Kōbō
Tsukiatteru no ni Kataomoi
(2007) Yuke Yuke Monkey Dance
(2008)
Dschinghis Khan (ジンギスカン) est le 16e single du groupe de J-pop Berryz Kōbō.

### Présentation
Le single, produit par Tsunku, sort le 12 mars 2008 au Japon sur le label Piccolo Town. Il atteint la 5e place du classement des ventes hebdomadaire de l'Oricon. Il restera le single le plus vendu du groupe pendant cinq ans et demi, jusqu'à la sortie de Motto Zutto Issho ni Itakatta / Rock Erotic en 2013. Il sort également dans une édition limitée avec une pochette différente et un DVD en supplément, ainsi qu'au format "single V" (vidéo DVD) deux semaines après. Une édition DVD "event V" sera aussi vendue lors de représentations du groupe.
La chanson-titre est une reprise de la chanson du groupe allemand homonyme Dschinghis Khan, avec des paroles adaptées en japonais, adoucies par rapport à celles de l'original consacré à Gengis Khan. Elle sert de thème à la comédie musicale Dschinghis Khan ~Wa ga Tsurugi, Netsu Suna wo Some yo~ (ジンギスカン～わが剣、熱砂を染めよ～), jouée par Berryz Kōbō en janvier 2008. Elle figurera sur le cinquième album du groupe, 5 (FIVE) qui sort en septembre suivant, ainsi que sur la compilation de fin d'année du Hello! Project Petit Best 9 et sur sa compilation Berryz Kōbō Special Best Vol.1 de 2009. Une version remixée du titre ressort en single six mois plus tard en septembre, Dschinghis Khan Tartar Mix, mixant ensemble des passages de la version des Berryz et de la version originale allemande, le single étant crédité à Dschinghis Khan x Berryz Kōbō.
La chanson en "face B", Darling I Love You, écrite et composée par Tsunku, est également interprétée par le groupe-sœur Cute sur son propre single Namida no Iro qui sort le mois suivant.

### Formation
Membres créditées sur le single :
- Saki Shimizu
- Momoko Tsugunaga
- Chinami Tokunaga
- Māsa Sudō
- Miyabi Natsuyaki
- Yurina Kumai
- Risako Sugaya

### Liste des titres
Single CD
1. Dschinghis Khan (ジンギスカン?)
2. Darling I Love You (Berryz Kobo version) (ダーリン I LOVE YOU) (Berryz工房 ver.?)
3. Dschinghis Khan (Instrumental) (ジンギスカン...?)

DVD de l'édition limitée
1. Dschinghis Khan (Dance Shot Ver.) (ジンギスカン...?)

Single V (DVD)
1. Dschinghis Khan (ジンギスカン?) (Video Clip)
2. Dschinghis Khan (Close-up Ver.) (ジンギスカン...?)
3. Making Eizo (メイキング映像?) (Making-of)

Event V (DVD)
1. Dschinghis Khan Mongolian Dance Shot Ver. (ジンギスカン Mongolian Dance Shot Ver.?)
2. Dschinghis Khan Shimizu Saki Ver. (ジンギスカン 清水佐紀 Ver.?)
3. Dschinghis Khan Tsugunaga Momoko Ver. (ジンギスカン 嗣永桃子 Ver.?)
4. Dschinghis Khan Tokunaga Chinami Ver. (ジンギスカン 徳永千奈美 Ver.?)
5. Dschinghis Khan Sudo Maasa Ver. (ジンギスカン 須藤茉麻 Ver.?)
6. Dschinghis Khan Natsuyaki Miyabi Ver. (ジンギスカン 夏焼雅 Ver.?)
7. Dschinghis Khan Kumai Yurina Ver. (ジンギスカン 熊井友理奈 Ver.?)
8. Dschinghis Khan Sugaya Risako Ver. (ジンギスカン 菅谷梨沙子 Ver.?)

### Classements hebdomadaires
| Classement (2008) | Meilleure position |
| ----------------- | ------------------ |
| Japon (Oricon)    | 5                  |

## Autres reprises notables
La chanson a été reprise de nombreuses fois, notamment par :
- Le groupe suédois Vikingarna a sorti une version en langue suédoise de la chanson, Djingis Khan, sur l'album de 1979 Kramgoa låtar 7 et en tant que single de 1979 avec Annie's sång en face B. Cette version fut un succès dans le hit-parade Svensktoppen, atteignant la première place et en restant pendant 10 semaines dans le classement ;
- Le chanteur espagnol Iván a publié une version avec des paroles sans rapport sous le titre Sin amor (1979) ;
- Le chanteur hongkongais George Lam a publié une reprise cantonaise de la chanson Cheng Ji Si Han (成吉思汗), qui est incluse dans son album de 1979 Choice (抉擇) ;
- Yidden, une reprise avec des paroles en yiddish sans rapport, enregistrée pour la première fois par Mordechai Ben David en 1986, est une danse en ligne juive populaire ;
- Le groupe de heavy metal allemand Die Apokalyptischen Reiter, qui enregistre une autre version de cette chanson en 1998 sur l'EP Dschinghis Khan.
- Le groupe de danse/hip-hop coréen Koyote qui a fait une reprise de la chanson en 2007, intitulée Aja! Aja! (아자! 아자!).